# Shahade
Shahade là một thành phố và là nơi đặt hội đồng đô thị (municipal council) của quận Nandurbar thuộc bang Maharashtra, Ấn Độ.

## Nhân khẩu
Theo điều tra dân số năm 2001 của Ấn Độ, Shahade có dân số 49.697 người. Phái nam chiếm 52% tổng số dân và phái nữ chiếm 48%. Shahade có tỷ lệ 71% biết đọc biết viết, cao hơn tỷ lệ trung bình toàn quốc là 59,5%: tỷ lệ cho phái nam là 77%, và tỷ lệ cho phái nữ là 65%. Tại Shahade, 14% dân số nhỏ hơn 6 tuổi.